# Pipistrellus collinus
Pipistrellus collinus é uma espécie de morcego da família Vespertilionidae. Endêmica da Cordilheira Central da Nova Guiné e da ilha Goodenough.